# 札木町 (豊橋市)
札木町（ふだぎちょう）は、愛知県豊橋市の地名。

## 地理
豊橋市中央部に位置する。東は呉服町、西は新本町、南は魚町、北は八町通に接する。

## 歴史

### 町名の由来
吉田惣町の高札場があったことに由来する。

### 人口の変遷
国勢調査による人口および世帯数の推移。
| 1995年（平成7年）  | 91世帯 219人  |  |
| 2000年（平成12年） | 89世帯 205人  |  |
| 2005年（平成17年） | 84世帯 181人  |  |
| 2010年（平成22年） | 89世帯 178人  |  |
| 2015年（平成27年） | 118世帯 232人 |  |

### 沿革
- 1878年（明治11年） - 利（とぎ）町を編入[3]。
- 1889年（明治22年） - 豊橋札木町が豊橋町札木町となる[3]。
- 1906年（明治39年） - 豊橋市札木町となる[3]。
- 1925年（大正14年） - 豊橋電気鉄道により市内電車が開通し、地内に札木停留場が設置される[3]。
- 1958年（昭和33年） - 魚町・本町の各一部を編入し、同時に一部が八町通・大手町・魚町に編入される[3]。

## 交通
- 国道259号[1]
- 豊橋鉄道市内線札木駅[1]

- 豊橋鉄道市内線札木電停

## 施設
- NTT豊橋電報電話局[1]
- あいち銀行豊橋中央支店[1]
- 曹洞宗福恩寺[1]
- 若松園
- 豊橋市役所前郵便局
- ドーミーインEXPRESS豊橋

- NTT西日本豊橋電話局
- 豊橋市役所前郵便局
- 若松園
- ドーミーインEXPRESS豊橋

## 出身人物
- 植田義方（当時は吉田札木町）[4]

### WEB
1. ↑  “愛知県豊橋市の町丁・字一覧”.   人口統計ラボ. 2023年4月13日閲覧。
2. ↑  総務省統計局 (2017年1月27日). “平成27年国勢調査の調査結果(e-Stat) - 男女別人口及び世帯数 －町丁・字等” (CSV). 2021年7月21日閲覧。
3. ↑  “愛知県豊橋市の郵便番号一覧”.   日本郵便. 2023年4月13日閲覧。
4. ↑  “市外局番の一覧” (PDF).   総務省 (2022年3月1日). 2022年3月22日閲覧。
5. ↑  総務省統計局 (2014年3月28日). “平成7年国勢調査の調査結果(e-Stat) - 男女別人口及び世帯数 －町丁・字等” (CSV). 2021年7月20日閲覧。
6. ↑  総務省統計局 (2014年5月30日). “平成12年国勢調査の調査結果(e-Stat) - 男女別人口及び世帯数 －町丁・字等” (CSV). 2021年7月20日閲覧。
7. ↑  総務省統計局 (2014年6月27日). “平成17年国勢調査の調査結果(e-Stat) - 男女別人口及び世帯数 －町丁・字等” (CSV). 2021年7月21日閲覧。
8. ↑  総務省統計局 (2012年1月20日). “平成22年国勢調査の調査結果(e-Stat) - 男女別人口及び世帯数 －町丁・字等” (CSV). 2021年7月21日閲覧。
9. ↑  総務省統計局 (2017年1月27日). “平成27年国勢調査の調査結果(e-Stat) - 男女別人口及び世帯数 －町丁・字等” (CSV). 2021年7月21日閲覧。

### 書籍
1. 1 2 3 4 5 6 7  「角川日本地名大辞典」編纂委員会 1989, p. 1795.
2. ↑  「角川日本地名大辞典」編纂委員会 1989, p. 1178.
3. 1 2 3 4 5  「角川日本地名大辞典」編纂委員会 1989, p. 1179.
4. ↑  郷土豊橋を築いた先覚者たち編集委員会 1986, p. 234.